# Przestrzeń fazowa

Wykres przedstawiający trajektorię układu masa-sprężyna w ruchu harmonicznym. (Osie prędkości i położenia zostały tu odwrócone w stosunku do standardowej konwencji.)

Trajektoria oscylatora Duffinga. Na osi pionowej jest prędkość oscylatora, na osi poziomej jego położenie.

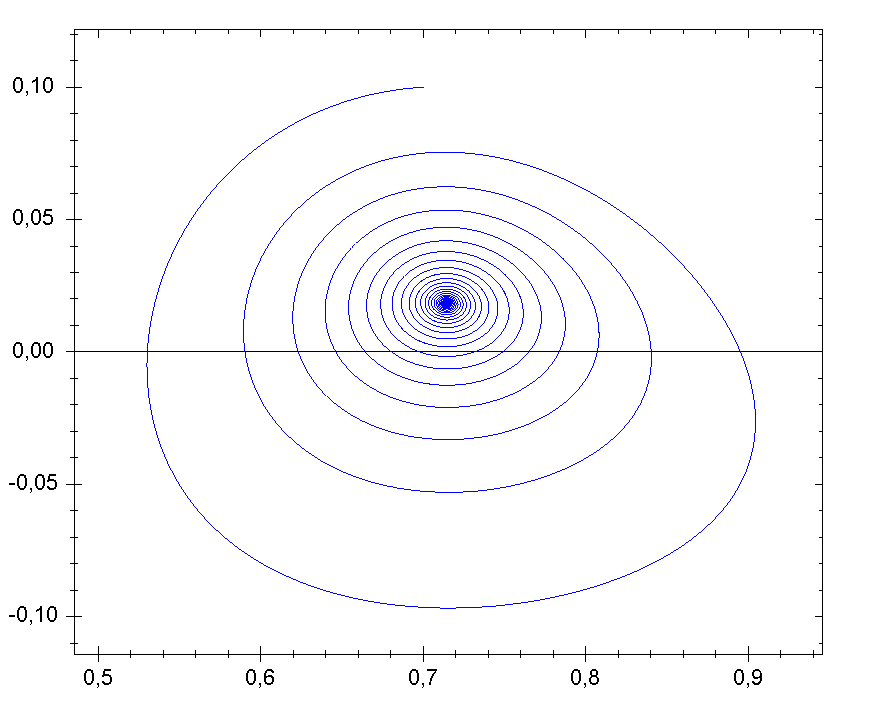
Dwuwymiarowa przestrzeń stanów układu poruszającego się w jednym wymiarze. Na osi pionowej jest prędkość układu, na osi poziomej jego położenie. Układ zaczyna ruch od położenia x=0,71 i prędkości v=0,02. Trajektoria ma postać rozbieżnej spirali.

Przestrzeń fazowa (przestrzeń stanów) – wielowymiarowa przestrzeń przypisana do danego układu dynamicznego, przy czym osie współrzędnych reprezentują różne wielkości fizyczne w różnych działach fizyki (mechanika klasyczna, termodynamika, fizyka statystyczna, mechanika kwantowa, itd.). 
W mechanice współrzędnymi przestrzeni fazowej są współrzędne położeń i pędów poszczególnych części układu mechanicznego.  Np. dla cząstki poruszającej się w jednym kierunku przestrzeń stanów ma dwa wymiary, odpowiadające położeniu i prędkości cząstki (por. animacja ruchu ciała na sprężynie, oscylator Duffinga). 
Jeżeli układ zmienia swój stan w czasie, to kreśli w przestrzeni stanów krzywą zwaną trajektorią, krzywą fazową lub orbitą. Jeżeli znany jest stanu układu w wybranej chwili początkowej, to na podstawie równań ruchu, opisujących dany układ fizyczny, można przewidzieć zmianę stanu układu z upływem czasu.
Koncepcja przestrzeni stanów rozwinęli w późnych latach XIX wieku Ludwig Boltzmann, Henri Poincaré oraz Josiah Willard Gibbs.

## Fizyka klasyczna

### Mechanika
Stan pojedynczej cząstki punktowej w przestrzeni trójwymiarowej jest określony przez współrzędne wektora położenia {\displaystyle {\vec {r}}=(x,y,z)} i współrzędne wektora pędu {\displaystyle {\vec {p}}=(p_{x},p_{y},p_{z})} cząstki; przestrzeń fazowa pojedynczej cząstki swobodnej jest więc {\displaystyle 6}-wymiarowa. 
Jeżeli układ ma {\displaystyle N} cząstek swobodnych, to przestrzeń fazowa jest {\displaystyle 6N}-wymiarowa. Np. dla 1 mola gazu rzeczywistego wymiar przestrzeni stanów możemy oszacować w następujący sposób: przy 1 molu gazu (w przybliżeniu 6×1023 cząstek), zadając dla każdej cząstki kolejno 3 wymiary związane z jej położeniem, 3 ze składowymi prędkości wzdłuż każdej osi, a także wymiary związane z drganiami cząsteczki, jej obrotami w przestrzeni, jak i obrotami składowych elementów cząstki wokół osi wiązania, otrzymujemy zestaw wymiarów w przestrzeni rzędu 1024 – 1025.
W ogólności, jeżeli układ ma {\displaystyle f} stopni swobody, to przestrzeń fazowa jest {\displaystyle 2f}-wymiarowa, przy czym {\displaystyle f} osi reprezentuje współrzędne uogólnione {\displaystyle q=(q_{1},q_{2},\dots ,q_{f})} oraz {\displaystyle f} osi reprezentuje pędy uogólnione{\displaystyle p=(p_{1},p_{2},\dots ,p_{f})}. W ogólności osie przestrzeni fazowej reprezentują tzw. współrzędne uogólnione i pędy uogólnione. W przypadku nałożenia więzów na części układu liczba wymiarów przestrzeni fazowej zmniejsza się.

### Własności trajektorii

Ewolucja zespołu układów klasycznych w przestrzeni fazowej (góra). Każdy układ składa się z jednej masywnej cząstki w jednowymiarowej studni potencjału (czerwona krzywa, dolny rysunek). Podczas gdy ruch pojedynczego członka zespołu jest określony przez równania Hamiltona, równanie Liouville'a opisuje przepływ całego rozkładu. Ruch ten jest analogiczny do ruchu barwnika w nieściśliwej cieczy.

Ze znajomości położeń i prędkości poszczególnych części układu w chwili początkowej oraz ze znajomości sił działających na układ można wyliczyć stan układu w dowolnej chwili w przyszłości i przeszłości poprzez rozwiązanie równania ruchu układu. Z równań klasycznej fizyki wynika, że ewolucja układu jest w pełni zdeterminowana. Ruchowi takiego układu odpowiada w przestrzeni fazowej trajektoria złożona z kolejnych stanów, jakie układ zajmował lub będzie zajmował z upływem czasu. Własnością trajektorii deterministycznych jest, że wzajemnie się nie przecinają, choć mogą zbiegać się do wspólnego punktu.
Z kształtu trajektorii można poznać różne własności układu, co jest szczególnie przydatne w analizie układów złożonych. 

### Tw.  Liouville’a
Gdy stan układu jest opisany za pomocą współrzędnych położenia i prędkości, to trajektorie w przestrzeni fazowej spełniają twierdzenie, mówiące że objętość dowolnego regionu przestrzeni fazowej nie zmienia się w trakcie jego ewolucji, o ile nie następują straty energii. 

### Termodynamika i mechanika statystyczna
W termodynamice i mechanice statystycznej opisywanie położenia i prędkości każdej cząstki jest niewykonalne, dlatego używa się przestrzeni definiowanej przez makroskopowe parametry układu, takie jak ciśnienie i temperatura (lub ciśnienie i objętość itd.). Punkt takiej przestrzeni określa się jako makrostan. 

## Przestrzeń fazowa w fizyce kwantowej
W fizyce kwantowej w ujęciu kopenhaskim nie przypisuje się układom fizycznym żadnych trajektorii, co prowadzi do paradoksu pomiaru.
W teorii fali pilotującej de Broglie’a-Bohma układom kwantowym przypisuje się trajektorie deterministyczne: trajektorie te różnią się od trajektorii przewidywanych przez fizykę klasyczną wtedy, gdy pojawiają się efekty kwantowe, takie jak interferencja.